# Youngstown (New York)
Pour les articles homonymes, voir Youngstown.
Youngstown est un village du comté de Niagara, dans l'État de New York, aux États-Unis. La population était de 1 859 habitants au recensement de 2020. Il fait partie de la région métropolitaine de Buffalo-Niagara Falls (en).
Youngstown se trouve à la limite ouest de la ville de Porter et à la frontière internationale avec le Canada, à Niagara-on-the-Lake, en Ontario, au nord de la ville de Niagara Falls.

## Histoire
Le village se développe d'abord sous la protection du Fort Niagara avant d'être détruit par les Britanniques en 1813 pendant la deuxième guerre d'indépendance. Nommé en l'honneur de l'homme d'affaires canadien John Young, il est incorporé en 1854,.
Youngstown se situe à l'extrémité nord-ouest de l'État, là où la rivière Niagara se jette dans le lac Ontario. C'est dans cette région, connue des Amérindiens depuis des centaines d'années, que l'explorateur français René-Robert Cavelier de La Salle fait construire le Fort Conti à la fin des années 1670, à moins d'un mile au nord de l'endroit où se trouve aujourd'hui le village. Le bâtiment est détruit en 1679. Les Français et Canadiens prennent possession de la région et construisent en 1726 un bâtiment appelé Mess House ou La Maison de la Paix et plus tard Château Français.
John Young, un habitant de Niagara, Ontario, voit des opportunités de l'autre côté de la rivière et construit un magasin sur le débarcadère en 1809,. En 1811, il achète les lots 1 et 2 de la Mile Reserve. Ces lots comprenaient toute la propriété allant de ce qui est aujourd'hui le côté nord du Falkner Park jusqu'à la rue Campbell au sud, et de la rivière vers l'est jusqu'à ce qui est aujourd'hui la Niagara Scenic Parkway (en).
Young vend la zone de Falkner Park à Robert Greensit en mars 1812, avant le début de la guerre entre les États-Unis et l'Angleterre. À cette époque, un certain nombre de cabanes en rondins avaient été construites pour abriter les artisans et commerçants attirés dans la région par le fort, qui avait besoin de nombreuses fournitures et services.
En 1813, les forces américaines s'emparent de Fort George, de l'autre côté de la rivière. Les troupes se retirent en décembre après avoir brûlé le village de Newark, en Ontario (aujourd'hui Niagara-On-The-Lake). En représailles, les Britanniques et les Indiens s'emparent du Fort Niagara et brûlent la plupart des bâtiments et des maisons au sud de celui-ci,, jusqu'à l'emplacement actuel de Buffalo.
La reconstruction se fait progressivement et, dans les années 1840, le village est bien établi, avec de nombreuses maisons et magasins. Le climat modéré, l'excellente pêche, l'accessibilité par bateau du lac et la proximité du Canada jouent un rôle dans la croissance de Youngstown. Le sol s'avère précieux pour la culture des fruits, ce qui attire de nombreux agriculteurs. Cela conduit au développement d'industries telles que la fabrication de tonneaux, l'emballage et le stockage des fruits, le séchage des pommes et la fabrication de cidre et de vinaigre. Charpentiers, forgerons et artisans deviennent nécessaires en raison de l'importance des entreprises de bois et de construction navires.
De nombreux changements interviennent au fil des ans : les trottoirs en béton remplacent ceux en bois, le chemin de terre et de pierre menant à Lewiston devient une route pavée ; la compagnie de pompiers, qui se contente d'abord d'un chariot tiré par un homme, se transforme en un service d'incendie entièrement équipé, et des réseaux d'eau et d'égouts sont installés dans l'ensemble du village. Le traitement du courrier commence dans la maison du juge Hinman puis est finalement distribué de maison en maison à partir de 1959.
Trois chemins de fer sont construits vers le village. Deux tombent en panne dans les années 1850, mais la ligne électrique permet toujours d'approvisionner le village et le fort.
Les sites suivants sont inscrits au Registre national des lieux historiques : le Phare de Fort Niagara, la John Carter Farmstead (en), la St. John's Episcopal Church (Youngstown, New York) (en) et le Fort Niagara.

## Lieux remarquables

### Vieux Fort Niagara
Le Fort Niagara est un site historique national et un site historique de l'État de New York qui accueille plus de 100 000 visiteurs chaque année. Il offre une collection d'architecture militaire et de fortifications originales des XVIIIe et XIXe siècles, ainsi que des événements et des programmes d'histoire vivante, des expositions et des collections historiques, de l'archéologie et de l'éducation.
L'histoire du Fort Niagara s'étend sur plus de 300 ans. Pendant les guerres coloniales en Amérique du Nord, un fort à l'embouchure de la rivière Niagara était vital, car il contrôlait l'accès aux Grands Lacs et la route vers l'ouest jusqu'au cœur du continent. Avec l'achèvement du canal Érié en 1825, la valeur stratégique du fort Niagara diminue, bien qu'il reste néanmoins un poste militaire actif pendant une bonne partie du XXe siècle.
Les trois drapeaux qui flottent quotidiennement au-dessus de la place d'armes symbolisent les nations qui ont occupé le fort Niagara. Chacune d'entre elles s'est disputé le soutien d'une quatrième nation, la puissante Confédération iroquoise. Les Français établissent un premier poste, le Fort Conti, en 1679, qui est détruit dans un incendie la même année. Son successeur, le Fort Denonville (1687-88) est tout aussi éphémère. En 1726, la France érige une fortification permanente. Les Britanniques prennent possession du fort en 1759, après un siège de dix-neuf jours lors de la bataille de Fort Niagara, pendant la guerre franco-indienne. Les Britanniques conservent le poste pendant toute la durée de la Révolution américaine, mais sont contraints par traité de le céder aux États-Unis en 1796. Le fort Niagara est repris par les Britanniques en 1813. Il est cédé une seconde fois aux États-Unis en 1815, à la fin de la guerre de 1812.

## Personnalités liées à la commune
- Daryl Johnston, ancien joueur au sein de la NFL pour les Cowboys de Dallas[15]

## Démographie
Lors du recensement, de 2020, le village comptait 1 859 habitants, 762 ménages et 529 familles. La densité de population était de 1 719,70 habitants par mile carré (664,08/km2). La composition du village était la suivante : 93,81% de Blancs, 0,16% d'Afro-américains, 0,54% d'Amérindiens, 0,7% d'Asiatiques, 1,07% d'Autres races et 3,71% de personnes appartenant à deux races ou plus.